# Kulawe konie
Kulawe konie (oryg. Slow Horses) – brytyjski serial, dreszczowiec szpiegowski Apple Studios, na podstawie serii powieści Micka Herrona.

## Fabuła
Źródła:

Obiecujący agent MI5, River Cartwright, zawala trening antyterrorystyczny i trafia do Slough House – sekcji gdzie służą agenci, których wprawdzie nie wyrzucono ze służby, lecz jako „Slow Horses” nie zajmują się z reguły niczym ważnym. Ich szefem jest Jackson Lamb, który uprzykrza im życie i sprawia, że Cartwright nudzi się niemiłosiernie. Sytuacja zmienia się jednak, gdy zastępczyni szefowej MI5, Diana Taverner, zleca Lambowi szpiegowanie dziennikarza, który podsłuchał ją w najbardziej nieodpowiednim momencie.

## Obsada
Źródła:

- Gary Oldman – Jackson Lamb
- Jack Lowden – River Cartwright
- Kristin Scott Thomas – Diana Taverner
- Saskia Reeves – Catherine Standish
- Rosalind Eleazar – Louisa Guy
- Christopher Chung – Roddy Ho
- Sophie Okonedo – Ingrid Tearney
- Jonathan Pryce – David Cartwright
- Dustin Demri-Burns – Min Harper (sezony 1-2)
- Olivia Cooke – Sid Baker (sezon 1)
- Aimee-Ffion Edwards – Shirley Dander (od 2 sezonu)
- Kadiff Kirwan – Marcus Longridge (sezony 2-4)
- Chris Reilly – Nick Duffy (sezony 1-3)
- Steven Waddington – Jed Moody (sezon 1)
- Paul Higgins – Struan Loy (sezon 1)
- Freddie Fox – „Spider” Webb (sezony 1-3)
- Samuel West – Peter Judd (sezony 1-3)
- Hugo Weaving – Frank Harkness (sezon 4)
- Joanna Scanlan – Moira Tregorian (od 4 sezonu)
- Tom Brooke – J.K. Coe (od 4 sezonu)
- Ruth Bradley – Emma Flyte (od 4 sezonu)
- James Callis – Claude Whelan (od 4 sezonu)

## Odcinki
| Część | Odcinki | Data opublikowania | Data opublikowania  |
| Część | Odcinki | Premiera           | Finał               |
| ----- | ------- | ------------------ | ------------------- |
| 1     | 6       | 1 kwietnia 2022    | 29 kwietnia 2022    |
| 2     | 6       | 2 grudnia 2022     | 30 grudnia 2022     |
| 3     | 6       | 29 listopada 2023  | 27 grudnia 2023     |
| 4     | 6       | 4 września 2024    | 9 października 2024 |

### Sezon 1 (2022)
| Nr | Tytuł                | Reżyseria   | Scenariusz                    | Premiera         |
| -- | -------------------- | ----------- | ----------------------------- | ---------------- |
| 1  | Failure's Contagious | James Hawes | Will Smith                    | 1 kwietnia 2022  |
| 2  | Work Drinks          | James Hawes | Will Smith                    | 1 kwietnia 2022  |
| 3  | Bad Tradecraft       | James Hawes | Will Smith                    | 8 kwietnia 2022  |
| 4  | Visiting Hours       | James Hawes | Morwenna Banks                | 15 kwietnia 2022 |
| 5  | Fiasco               | James Hawes | Mark Denton i Jonny Stockwood | 22 kwietnia 2022 |
| 6  | Follies              | James Hawes | Will Smith                    | 29 kwietnia 2022 |

### Sezon 2 (2022)
| Nr | Tytuł                  | Reżyseria       | Scenariusz                    | Premiera        |
| -- | ---------------------- | --------------- | ----------------------------- | --------------- |
| 1  | Last Stop              | Jeremy Lovering | Will Smith                    | 2 grudnia 2022  |
| 2  | From Upshott with Love | Jeremy Lovering | Morwenna Banks                | 2 grudnia 2022  |
| 3  | Drinking Games         | Jeremy Lovering | Morwenna Banks                | 9 grudnia 2022  |
| 4  | Cicada                 | Jeremy Lovering | Mark Denton i Jonny Stockwood | 16 grudnia 2022 |
| 5  | Boardroom Politics     | Jeremy Lovering | Mark Denton i Jonny Stockwood | 23 grudnia 2022 |
| 6  | Old Scores             | Jeremy Lovering | Will Smith                    | 30 grudnia 2022 |

### Sezon 3 (2023)
| Nr | Tytuł                   | Reżyseria      | Scenariusz                    | Premiera          |
| -- | ----------------------- | -------------- | ----------------------------- | ----------------- |
| 1  | Strange Games           | Saul Metzstein | Will Smith                    | 29 listopada 2023 |
| 2  | Hard Lessons            | Saul Metzstein | Will Smith                    | 29 listopada 2023 |
| 3  | Negotiating With Tigers | Saul Metzstein | Will Smith                    | 6 grudnia 2023    |
| 4  | Uninvited Guests        | Saul Metzstein | Mark Denton i Jonny Stockwood | 13 grudnia 2023   |
| 5  | Cleaning Up             | Saul Metzstein | Mark Denton i Jonny Stockwood | 20 grudnia 2023   |
| 6  | Footprints              | Saul Metzstein | Will Smith                    | 27 grudnia 2023   |

### Sezon 4 (2024)
| Nr | Tytuł                    | Reżyseria    | Scenariusz                                | Premiera            |
| -- | ------------------------ | ------------ | ----------------------------------------- | ------------------- |
| 1  | Identity Theft           | Adam Randall | Will Smith                                | 4 września 2024     |
| 2  | A Stranger Comes to Town | Adam Randall | Will Smith                                | 11 września 2024    |
| 3  | Penny for Your Thoughts  | Adam Randall | Morwenna Banks                            | 18 września 2024    |
| 4  | Returns                  | Adam Randall | Mark Denton i Jonny Stockwood             | 25 września 2024    |
| 5  | Grave Danger             | Adam Randall | Mark Denton, Jonny Stockwood i Will Smith | 2 października 2024 |
| 6  | Hello Goodbye            | Adam Randall | Will Smith                                | 9 października 2024 |

## Premiera
Pierwsza seria miała premierę w Apple TV+ 1 kwietnia 2022. Serial został przedłużony o trzecią i czwartą serię w czerwcu, a druga pojawiła się jeszcze w tym samym roku.

## Odbiór
Wszystkie serie Kulawych koni spotkały się z ciepłą reakcją krytyków, którzy docenili zwłaszcza rolę Gary'ego Oldmana. W agregatorze recenzji Rotten Tomatoes 95% z 58 recenzji pierwszej serii uznano za pozytywne, a średnia ocen wystawionych na ich podstawie wyniosła 7,7 na 10. 100% z 25 recenzji drugiej uznano za pozytywne, a średnia ocen wyniosła 8,4 na 10
Z kolei w agregatorze Metacritic średnia ważona ocen 22 recenzji pierwszej serii wyniosła 78 punktów na 100. Średnia ocen drugiej wyniosła 84 punkty, przy 10 recenzjach.